# Vladimir Legotin
Vladimir Ėngel'sovič Legotin (in russo Владимир Энгельсович Леготин?; Syktyvkar, 25 aprile 1970) è un ex fondista russo.

## Biografia
In Coppa del Mondo debuttò il 12 dicembre 1992 a Ramsau am Dachstein (75°) e ottenne l'unica vittoria, nonché primo podio, il 7 dicembre 1997 a Santa Caterina Valfurva.
In carriera prese parte a due edizioni dei Giochi olimpici invernali, Lillehammer 1994 (18° nella 10 km, 17° nell'inseguimento) e Nagano 1998 (62° nella 10 km, 9° nella 30 km, 39° nell'inseguimento, 5° nella staffetta), e a tre dei Campionati mondiali (6° nella staffetta a Thunder Bay 1995 il miglior risultato).

## Palmarès

### Coppa del Mondo
- Miglior piazzamento in classifica generale: 34º nel 1996
- 2 podi (entrambi a squadre[1]):
  - 1 vittoria
  - 1 terzo posto

#### Coppa del Mondo - vittorie
| Data            | Località                | Nazione | Spec.                                                             |
| --------------- | ----------------------- | ------- | ----------------------------------------------------------------- |
| 7 dicembre 1997 | Santa Caterina Valfurva | Italia  | 4x10 km (con Maksim Pičugin, Aleksej Prokurorov e Sergej Čepikov) |